# Christian Sørensen (konstnär)
Søren Christian Sørensen, född 12 november 1880 i Lystrup, Randers amt, Danmark, död 27 februari 1953 i Lund, var en dansk-svensk teckningslärare, tecknare, konsthantverkare, målare och reklamman.
Han var son till kvarnägaren Peder Møller Sørensen och Jakobine Marie Jensen och gift första gången 1901 med Kristine Marie Hougaard och andra gången från 1924 med Betty Møller. Efter hantverksutbildning till yrkesmålare studerade han vid Randers tekniska skolas konstindustriella avdelning. Han var anställd som lärare i geometri och teckning vid Ålborgs tekniska yrkesskola och Randers tekniska skola 1903–1912. Han startade därefter företaget Dansk Trafikreklam och från 1926 utgav och redigerade han Dagbladet Nordjylland i Ålborg. Han var anställd som verkställande direktör för Svensk trafik-reklam i Stockholm 1932–1939 och flyttade därefter till Malmö där han arbetade med mönsterritning och textilhandtryck. Separat ställde han bland annat ut på Societetsrestaurangen i Varberg och han medverkade i utställningar arrangerade av Konstföreningen Vi. Som konstnär bedrev han självstudier under resor till bland annat Tyskland, Italien, Frankrike, Spanien samt England och han studerade en kortare tid vid Otte Skölds målarskola i Stockholm. Hans bildkonst består huvudsakligen av akvareller med arkitekturmotiv, gamla katedraler, kyrkointeriörer och porträtt. 